# Flavio Giupponi
Flavio Giupponi (* 9. Mai 1964 in Bergamo) ist ein ehemaliger italienischer Radrennfahrer, der im Straßenradsport aktiv war.

## Sportliche Laufbahn
Giupponi  war im Straßenradsport aktiv. Als Amateursportler gewann Giupponi 1985 die renommierten italienischen Etappenrennen Giro delle Regioni (zwei Etappensiege) vor Primož Čerin, Giro della Valle d’Aosta und Settimana Ciclistica Lombarda.
1985 wurde er Berufsfahrer im Radsportteam Del Tongo-Colnago und blieb bis 1994 als Profi aktiv. Seine bedeutendsten Erfolge waren der Sieg im Eintagesrennen Giro dell’Appennino 1990 und der zweite Platz im Giro d’Italia 1989 hinter Laurent Fignon. Er gewann die 14. Etappe der Rundfahrt. 1988 war er im Mannschaftszeitfahren Cronostaffetta erfolgreich und holte einen Etappensieg in der Katalonien-Rundfahrt. 1987 wurde er hinter Phil Anderson Zweiter im Rennen Mailand–Turin. In der Tour de Suisse wurde er 1994 8. und gewann die Bergwertung.

## Grand-Tour-Platzierungen
| Grand Tour            | 1986 | 1987 | 1988 | 1989 | 1990 | 1991 | 1992 | 1993 | 1994 |
| --------------------- | ---- | ---- | ---- | ---- | ---- | ---- | ---- | ---- | ---- |
| Vuelta a EspañaVuelta | –    | –    | –    | –    | –    | DNF  | 101  | DNF  | DNF  |
| Giro d’ItaliaGiro     | 43   | 5    | 4    | 2    | 17   | –    | 14   | 11   | 17   |
| Tour de FranceTour    | –    | –    | –    | –    | –    | –    | –    | –    | –    |